# Colette Marin-Catherine
Colette Marin-Catherine (Bretteville-l'Orgueilleuse, 25 de abril de 1929) fue una miembro de la resistencia francesa. Entró en la Resistencia durante el verano 1944 donde fue agente de reconocimiento, y luego enfermera después del desembarco de Normandía; su hermano Jean-Pierre Catherine, también resistente, fue arrestado en 1943 y murió en el campo de concentración de Mitelbau-Dora en 1945.
Después de la guerra, participó a la preservación de la memoria histórica. Accedió a la notoriedad cuando el cortometraje documental Colette de Anthony Giacchino, que la sigue durante la visita del campo de Dora donde murió su hermano, obtuvo el Oscar en su categoría en los Premio Oscar 2021.

## Familia
Colette Marin-Catherine nació en 1929 en el Calvados en Normandía, en el pueblo de Bretteville-l'Orgueilleuse donde su familia residía. Describe el municipio como «un pueblo grande, con un notario, un médico, un farmacéutico, cuatro castellanos. Y granjas y trabajadores agrícolas alrededor». Sus padres gestionaban una empresa de venta, reparación y transporte automovilístico.

## Participación en la Resistencia
A los 16 años, siendo escolar, Colette Marin-Catherine se involucró en la Resistencia cerca de Caen como agente de reconocimiento. Su padre, su hermano y su madre también eran resistentes. Durando el verano de 1944, ayudó a cuidar los civiles heridos. Su madre dirigía un tipo de puesto de socorros atrás de su casa. El 6 de junio de 1944, día D del desembarco, mientras evacuaban el pueblo en dirección de Bayeux, las dos fueron requisadas por un médico del hospital militar temporal del seminario de Bayeux (llamado Robert-Lion después del desembarco). Durante cuatro mes, Colette Marin-Catherine trabajó como enfermera, sin diploma ni formación, de día como de noche. Testificó: «Mi pega, era limpieza, cura, parche. No era  cuestión de decir que no podía  o que tenía miedo. Si mi madre me daba una orden, tenía que ejecutarla inmediatamente."
Su hermano Jean-Pierre Catherine, nacido en 1926 y alumno en la escuela de los aspirantes de la Marina mercante de Caen, había entrado en la Resistencia en 1940 — a los 13 años — con un grupo de camaradas de Bretteville-l'Orgueilleuse y de Putot-en-Bessin. Distribuían periódicos, panfletos, escondían armas y ayudaban opositores a camuflarse. El 11 de noviembre de 1942, florecieron los monumentos a las muertes. Por este hecho, Jean-Pierre Catherine fue arrestado ocho mes más tarde. Fue aprisionado en Caen, donde fue condenado a los trabajos forzados. Fue enviado al campo de concentración de Natzweiler-Struthof en Alsacia anexada, luego fue deportado a los 17 años al campo de concentración de Mittelbau-Dora en Alemania, un campo especializado en la fabricación de cohetes V2 con condiciones laborales extremadamente duras. Murió de agotamiento el 22 de marzo de 1945, a los 19 años. Otro hermano, Gaston, trece años mayor que Colette Marin-Catherine, murió a su vuelta de deportación.

## Vida después la guerra
El 28 de septiembre de 1944, Colette Marin-Catherine y su madre abandonaron el hospital militar de Bayeux y volvieron a su casa por primera vez desde el desembarco. Regresaron caminando quince kilómetros. Encontraron su casa ocupada, saqueada y en muy mal estado.
El garaje familiar, sin empleado, fue cerrado. Con el fin de sobrevivir a sus necesidades y a aquellas de su madre, mayor de 60 años y enferma, Colette Marin-Catherine trabajó como enfermera y modista en el pueblo, vendió verduras, gallinas y conejos. Ganaba poco y tenía que reparar la casa, que ya no tenía vidrios, que tenía hoyos en el techo. En abril de 1945, seguían aún sin noticias del padre y de los hijos. Cuando supieron de la muerte de Jean-Pierre Catherine: «Estábamos tan cerradas sobre nuestra tristeza nos encerramos sobre nosotras mismas. En el pueblo, ya nadie quería juntarse con una familia en duelo.»
Asistió a las elecciones municipales del 29 de abril de 1945, donde las mujeres pudieron por primera vez votar en Francia. Setenta años después del evento, describió las electoras «intimidadas» ante «la aristocracia del pueblo»: «Era la fiesta, y al mismo tiempo, era impresionante. Muchas tenían una papeleta doblada en la mano. El cura o el marido habían dado instrucciones...» Una mujer fue elegida como alcaldesa en 1947. Colette Marin-Catherine votó por primera vez en Caen en las elecciones legislativas de 1951. Participó en cada votación desde entonces, afirmando haber luchado por ello.
Colette Marin-Catherine atestiguó haber «empezado a ganarse bien la vida»  después de haber aprendido a reparar las mallas de las medias. Cuidó a su madre hasta su fallecimiento. Tenía entonces 40 años y no se casó nunca. Ejerció la profesión de directora de establecimientos hoteleros.

## Preservación de la memoria histórica
A partir de los años 2010, Colette Marin-Catherine dio regularmente conferencias en el National WWII Museum de Nueva Orleans en Luisiana en Estados Unidos, o en Caen, en el Memorial y en el Café Mancel y recibió estadounidenses a cada aniversario del desembarco.
En 2018, el realizador estadounidense Anthony Giacchino y la productora francesa Alice Doyard estaban en Normandía para realizar retratos de resistentes. Conocieron a Colette Marin-Catherine, establecida en Caen, por medio del guía Christophe Gosselin. Descubriendo «su aura frente a la cámara, pero también sus ganas de transmitir el recuerdo de su hermano», según los dichos de Alice Doyard, les nació la idea de hacer una película. En el mismo tiempo, conocieron al historiador Laurent Thierry, presente en el centro memorial de la Cúpula de Helfaut en Pas-de-Calais y coordinador del diccionario biográfico Libro de los 9 000 deportados de Francia a Mittelbau-Doró, y a la estudiante Lucie Fouble, encargada de redactar la ficha biográfica de Jean-Pierre Catherine.
Al año siguiente, a los 92 años, Colette Marin-Catherine, acompañada de Lucie Foulbe, fue a Alemania por primera vez. Siguió los pasos de su hermano, en particular a Dora. Atestigua de su visita del campo::

Todo fue difícil. Lo tomé de frente, o con el corazón, es más elegante. Cuando entré en el crematorio, había una especie de camilla hecha sólo de metal en la que ponían los cuerpos en el horno. Ahí es donde realmente vi ir a mi hermano. He visto muchos documentos sobre esa guerra, pero cuando estaba en el túnel oí miles de voces. No soy Juana de Arco, pero es tan abrumador que sientes que alguien te empuja.

La película, de una duración de veinticinco minutos, se estrenó en 2020 en la plataforma numérica del The Guardian. Fue premiada en varios festivales estadounidenses antes de estar recompensado por el Oscar al mejor documental corto en la 93.a  ceremonia de los premios Óscar.
El equipo de la película ofreció a Colette Marin-Catherine una piedra de pavimento conmemorativa a la memoria de su hermano, llamada Stolpersteine y realizado por el artista alemán Gunter Demnig. Fue colocado el 11 de noviembre de 2019 ante la casa familiar de Bretteville-l'Orgueilleuse. Fue la primera Stolpersteine colocada en Normandía.